# Nikołaj Miłkow
Nikołaj Miłkow Miłkow (bułg. Николай Милков Милков; ur. 10 grudnia 1957 w Sofii) – bułgarski dyplomata i urzędnik państwowy, ambasador w Rumunii, Kanadzie i Francji oraz przy NATO, w latach 2004–2005 wiceminister, a od 2022 do 2023 minister spraw zagranicznych.

## Życiorys
W 1983 ukończył stosunki międzynarodowe w wyższym instytucie ekonomicznym WII „Karl Marks” w Sofii, na bazie którego powstał Uniwersytet Gospodarki Narodowej i Światowej. Początkowo zajmował się działalnością dydaktyczną, w 1991 doktoryzował się w zakresie historii. W latach 1992–1997 i 2010–2013 pracował w ministerstwie obrony, był m.in. zastępcą dyrektora działu w biurze informacji wojskowej i pierwszym stałym sekretarzem obrony. Między tymi okresami związany z ministerstwem spraw zagranicznych. W latach 2001–2003 zajmował stanowisko ambasadora w Rumunii. Od 2004 do 2005 pełnił funkcję wiceministra spraw zagranicznych, potem do 2009 był konsulem generalnym w Nowym Jorku. Do pracy w dyplomacji powrócił w 2013, od tegoż roku do 2017 pracował jako ambasador w Kanadzie. Dołączył następnie do administracji prezydenta Rumena Radewa jako jego sekretarz do spraw zagranicznych. W 2022 objął funkcję ambasadora we Francji, otrzymał też akredytację w Monako oraz przy UNESCO.
W sierpniu 2022 został ministrem spraw zagranicznych w powołanym wówczas przejściowym rządzie Gyłyba Donewa. Utrzymał tę funkcję również w utworzonym w lutym 2023 drugim technicznym gabinecie tego samego premiera. Urząd ministra sprawował do maja 2023, formalnie do tego czasu był w dalszym ciągu ambasadorem we Francji. Został następnie stałym przedstawicielem Bułgarii przy NATO.